# Do konca in naprej
Do konca in naprej je znanstveno fantastični roman slovenskega pisatelja Silvestra Vogrinca. Knjiga je izšla leta 2014 (COBISS)

## Snov in motiv
Do konca in naprej je ZF roman o posmrtnem življenju. Mojster tega znanstveno fantastičnega podžanra, torej konstrukcij življenja po smrti, je bil v svetovni književnosti Roger Zelazny. Medtem ko je Zelazny izhajal iz religioznih in mitoloških predstav preteklosti (indijska božanstva v romanu Gospodar Luči ter egipčanska božanstva v romanu Bitja svetlobe in teme), Vogrinec izhaja iz ezoteričnega izročila nove dobe (tako imenovana »bela bratovščina« ali »duhovna hierarhija« tega planeta). V romanu se sreča bogove, avatarje, mojstre modrosti, angele, NLP-je ter pojme kot so karma, reinkarnacija, duhovna evolucija.

## Vsebina
Bruno je samostojni podjetnik, vajen uspehov, ko se mu naenkrat vse zalomi. Zapustijo ga žena, otroci, ljubica, posel obtiči, prijatelj se mu izneveri, na cedilu ga pusti zdravje, za vrat pa mu začne dihati še mariborsko podzemlje. Vlado je mladi profesor, pred katerim je obetavna kariera. Poročen je z žensko, ki jo ljubi in s katero je skupaj še iz študentskih dni. Ko dobi sina, sede v avto in se odpelje v bolnišnico. Na mariborskem mostu Bruno in Vlado usodno trčita v prometni nesreči. Potem nič več ni tako kot je bilo. Znajdeta se v svetu, ki jima je popolnoma tuj. Sta kot Alica v čudežni deželi. Samo, ne nahajata se v pravljici, čeprav imata opravka z bitji, ki sta jih še do včeraj imela za pravljična, mitološka, neresnična, in sicer z angeli, nadangeli, bogovi, avatarji, mojstri modrosti. Ta »bela bratovščina« ima svoja zatočišča, templje, mesta, od koder vpliva na življenje ljudi na Zemlji ter načrtuje planetarno evolucijo. Bruno se vrne nazaj v življenje na Zemljo, Vlado se odpravi naprej na popotovanje po vesolju. Oba čaka še dolga pot, ki jo mora po ezoteričnem nauku opraviti vsak človek.

## Ocene
Roman je eno vidnejših del slovenske znanstvene fantastike z začetka 21. stoletja.